# NFL 2008
Die NFL-Saison 2008 war die 89. Saison im American Football in der National Football League (NFL). Die Regular Season begann am 4. September und endete am 28. Dezember 2008. Seit dieser Saison präsentiert sich die NFL mit ihrem neuen Logo.

## Regeländerungen
Im Vorfeld dieser Saison wurden folgende Regeländerungen bekanntgegeben:
- Zusätzlich zum Quarterback darf nun auch ein Verteidiger ein Headset tragen, um mit dem Trainerstab zu sprechen.
- Die „Force Out“-Regel wurde geändert. Ab sofort muss der Spieler beim Fangen des Balls mit beiden Füßen im Feld landen. Wird der Spieler in der Luft aus dem Feld geschubst, ist der Fang ebenfalls korrekt.
- Die 5-Yard-Strafe bei versehentlichem Ziehen des Gesichtsschutzes ist abgeschafft. Absichtliches Ziehen bedeutet nun eine 15-Yard-Strafe.
- Das Team, welches den Münzwurf zu Beginn des Spiels gewinnt, darf ab sofort dem gegnerischen Team die Entscheidung auferlegen.
- Trifft der Ball bei einem Fieldgoal die Stange, kann der Trainer nun einen Videobeweis beantragen.
- Streckt ein Spieler die Hände durch die Beine des Centers, muss dieser Spieler nicht Empfänger des Snaps sein. Es ist nun kein False Start, sondern ein Fumble.[1]

## NFL Draft

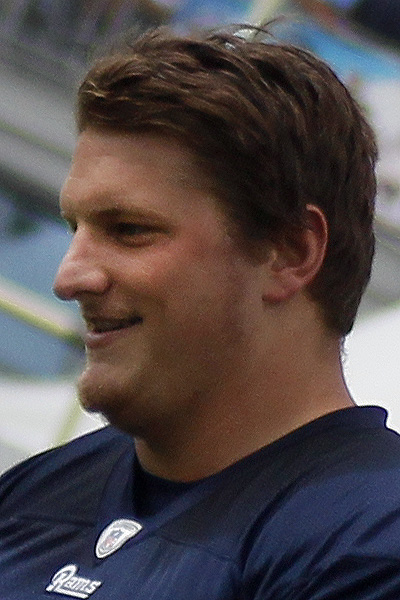
Jake Long wurde als erster Spieler im NFL Draft 2008 ausgewählt.

Der NFL Draft 2008 fand vom 26. bis 27. April in der Radio City Music Hall in New York statt. Der Draft lief über sieben Runden, in denen 252 Spieler ausgewählt wurden. Da die Miami Dolphins  in der abgelaufenen Saison den schlechtesten Record aufwiesen, hatten sie das Recht, den ersten Spieler im Draft auswählen. Mit dem Erstrunden-Pick wählten sie den Offensive Tackle Jake Long von der University of Michigan.

## Reguläre Saison
Das Saisoneröffnungsspiel, der „Kickoff“, fand am 4. September statt. Dabei schlug Titelverteidiger New York Giants den Divisions-Rivalen Washington Redskins mit 16:7. Am ersten Spieltag der Saison zog sich der Quarterback Tom Brady eine Knieverletzung zu und fiel für den Rest der Saison aus, seine New England Patriots verpassten mit 11:5 knapp die Playoffs.
Einen Negativrekord stellten die Detroit Lions auf. Mit ihrer 0:16-Bilanz blieben sie als erste Mannschaft sieglos, seit die Regular Season im Jahr 1978 auf 16 Spiele verlängert wurde.

### Abschlusstabellen

#### Divisions
| AFC East             | AFC East | AFC East | AFC East | AFC East | AFC East | AFC East | AFC East | AFC East |
| Team                 | S        | N        | U        | SQ       | P+       | P−       | DIV      | CONF     |
| -------------------- | -------- | -------- | -------- | -------- | -------- | -------- | -------- | -------- |
| Miami Dolphins       | 11       | 5        | 0        | 0,688    | 345      | 317      | 4–2      | 8–4      |
| New England Patriots | 11       | 5        | 0        | 0,688    | 410      | 309      | 4–2      | 7–5      |
| New York Jets        | 9        | 7        | 0        | 0,563    | 405      | 356      | 4–2      | 7–5      |
| Buffalo Bills        | 7        | 9        | 0        | 0,438    | 336      | 342      | 0–6      | 5–7      |

| NFC East            | NFC East | NFC East | NFC East | NFC East | NFC East | NFC East | NFC East | NFC East |
| Team                | S        | N        | U        | SQ       | P+       | P−       | DIV      | CONF     |
| ------------------- | -------- | -------- | -------- | -------- | -------- | -------- | -------- | -------- |
| New York Giants     | 12       | 4        | 0        | 0,750    | 427      | 294      | 4–2      | 9–3      |
| Philadelphia Eagles | 9        | 6        | 1        | 0,594    | 416      | 289      | 2–4      | 7–5      |
| Dallas Cowboys      | 9        | 7        | 0        | 0,563    | 362      | 365      | 3–3      | 7–5      |
| Washington Redskins | 8        | 8        | 0        | 0,500    | 265      | 296      | 3–3      | 7–5      |

| AFC North           | AFC North | AFC North | AFC North | AFC North | AFC North | AFC North | AFC North | AFC North |
| Team                | S         | N         | U         | SQ        | P+        | P−        | DIV       | CONF      |
| ------------------- | --------- | --------- | --------- | --------- | --------- | --------- | --------- | --------- |
| Pittsburgh Steelers | 12        | 4         | 0         | 0,750     | 347       | 223       | 6–0       | 10–2      |
| Baltimore Ravens    | 11        | 5         | 0         | 0,688     | 385       | 244       | 4–2       | 8–4       |
| Cincinnati Bengals  | 4         | 11        | 1         | 0,281     | 204       | 364       | 1–5       | 3–9       |
| Cleveland Browns    | 4         | 12        | 0         | 0,250     | 232       | 350       | 1–5       | 3–9       |

| NFC North         | NFC North | NFC North | NFC North | NFC North | NFC North | NFC North | NFC North | NFC North |
| Team              | S         | N         | U         | SQ        | P+        | P−        | DIV       | CONF      |
| ----------------- | --------- | --------- | --------- | --------- | --------- | --------- | --------- | --------- |
| Minnesota Vikings | 10        | 6         | 0         | 0,625     | 379       | 333       | 4–2       | 8–4       |
| Chicago Bears     | 9         | 7         | 0         | 0,563     | 375       | 350       | 4–2       | 7–5       |
| Green Bay Packers | 6         | 10        | 0         | 0,375     | 419       | 380       | 4–2       | 5–7       |
| Detroit Lions     | 0         | 16        | 0         | 0,000     | 268       | 517       | 0–6       | 0–12      |

| AFC South            | AFC South | AFC South | AFC South | AFC South | AFC South | AFC South | AFC South | AFC South |
| Team                 | S         | N         | U         | SQ        | P+        | P−        | DIV       | CONF      |
| -------------------- | --------- | --------- | --------- | --------- | --------- | --------- | --------- | --------- |
| Tennessee Titans     | 13        | 3         | 0         | 0,813     | 375       | 234       | 4–2       | 9–3       |
| Indianapolis Colts   | 12        | 4         | 0         | 0,750     | 377       | 298       | 4–2       | 10–2      |
| Houston Texans       | 8         | 8         | 0         | 0,500     | 366       | 394       | 2–4       | 5–7       |
| Jacksonville Jaguars | 5         | 11        | 0         | 0,313     | 302       | 367       | 2–4       | 3–9       |

| NFC South            | NFC South | NFC South | NFC South | NFC South | NFC South | NFC South | NFC South | NFC South |
| Team                 | S         | N         | U         | SQ        | P+        | P−        | DIV       | CONF      |
| -------------------- | --------- | --------- | --------- | --------- | --------- | --------- | --------- | --------- |
| Carolina Panthers    | 12        | 4         | 0         | 0,750     | 414       | 329       | 4–2       | 8–4       |
| Atlanta Falcons      | 11        | 5         | 0         | 0,688     | 391       | 325       | 3–3       | 8–4       |
| Tampa Bay Buccaneers | 9         | 7         | 0         | 0,563     | 361       | 323       | 3–3       | 8–4       |
| New Orleans Saints   | 8         | 8         | 0         | 0,500     | 463       | 393       | 2–4       | 5–7       |

| AFC West           | AFC West | AFC West | AFC West | AFC West | AFC West | AFC West | AFC West | AFC West |
| Team               | S        | N        | U        | SQ       | P+       | P−       | DIV      | CONF     |
| ------------------ | -------- | -------- | -------- | -------- | -------- | -------- | -------- | -------- |
| San Diego Chargers | 8        | 8        | 0        | 0,500    | 439      | 347      | 5–1      | 7–5      |
| Denver Broncos     | 8        | 8        | 0        | 0,500    | 370      | 448      | 3–3      | 5–7      |
| Oakland Raiders    | 5        | 11       | 0        | 0,313    | 263      | 388      | 2–4      | 4–8      |
| Kansas City Chiefs | 2        | 14       | 0        | 0,125    | 291      | 440      | 2–4      | 2–10     |

| NFC West            | NFC West | NFC West | NFC West | NFC West | NFC West | NFC West | NFC West | NFC West |
| Team                | S        | N        | U        | SQ       | P+       | P−       | DIV      | CONF     |
| ------------------- | -------- | -------- | -------- | -------- | -------- | -------- | -------- | -------- |
| Arizona Cardinals   | 9        | 7        | 0        | 0,563    | 427      | 426      | 6–0      | 7–5      |
| San Francisco 49ers | 7        | 9        | 0        | 0,438    | 339      | 381      | 3–3      | 5–7      |
| Seattle Seahawks    | 4        | 12       | 0        | 0,250    | 294      | 392      | 3–3      | 3–9      |
| St. Louis Rams      | 2        | 14       | 0        | 0,125    | 232      | 465      | 0–6      | 2–10     |

 Divisionssieger 0
 Playoff-Teilnehmer

Quelle: nfl.com

#### Conferences
| AFC              | AFC                  | AFC              | AFC              | AFC              | AFC              | AFC              | AFC              |
| Rang             | Team                 | Division         | S                | N                | U                | SQ               | CONF             |
| Division leaders | Division leaders     | Division leaders | Division leaders | Division leaders | Division leaders | Division leaders | Division leaders |
| ---------------- | -------------------- | ---------------- | ---------------- | ---------------- | ---------------- | ---------------- | ---------------- |
| 1                | Tennessee Titans     | South            | 13               | 3                | 0                | 0,813            | 9–3              |
| 2                | Pittsburgh Steelers  | North            | 12               | 4                | 0                | 0,750            | 10–2             |
| 3                | Miami Dolphins       | East             | 11               | 5                | 0                | 0,688            | 8–4              |
| 4                | San Diego Chargers   | West             | 8                | 8                | 0                | 0,500            | 7–5              |
| Wild Cards       |                      |                  |                  |                  |                  |                  |                  |
| 5                | Indianapolis Colts   | South            | 12               | 4                | 0                | 0,750            | 10–2             |
| 6                | Baltimore Ravens     | North            | 11               | 5                | 0                | 0,688            | 8–4              |
| Ausgeschieden    |                      |                  |                  |                  |                  |                  |                  |
| 7                | New England Patriots | East             | 11               | 5                | 0                | 0,688            | 7–5              |
| 8                | New York Jets        | East             | 9                | 7                | 0                | 0,563            | 7–5              |
| 9                | Houston Texans       | South            | 8                | 8                | 0                | 0,500            | 5–7              |
| 10               | Denver Broncos       | West             | 8                | 8                | 0                | 0,500            | 5–7              |
| 11               | Buffalo Bills        | East             | 7                | 9                | 0                | 0,438            | 5–7              |
| 12               | Oakland Raiders      | West             | 5                | 11               | 0                | 0,313            | 4–8              |
| 13               | Jacksonville Jaguars | South            | 5                | 11               | 0                | 0,313            | 3–9              |
| 14               | Cincinnati Bengals   | North            | 4                | 11               | 1                | 0,281            | 3–9              |
| 15               | Cleveland Browns     | North            | 4                | 12               | 0                | 0,250            | 3–9              |
| 16               | Kansas City Chiefs   | West             | 2                | 14               | 0                | 0,125            | 2–10             |

| NFC              | NFC                  | NFC              | NFC              | NFC              | NFC              | NFC              | NFC              |
| Rang             | Team                 | Division         | S                | N                | U                | SQ               | CONF             |
| Division leaders | Division leaders     | Division leaders | Division leaders | Division leaders | Division leaders | Division leaders | Division leaders |
| ---------------- | -------------------- | ---------------- | ---------------- | ---------------- | ---------------- | ---------------- | ---------------- |
| 1                | New York Giants      | East             | 12               | 4                | 0                | 0,750            | 9–3              |
| 2                | Carolina Panthers    | South            | 12               | 4                | 0                | 0,750            | 8–4              |
| 3                | Minnesota Vikings    | North            | 10               | 6                | 0                | 0,625            | 8–4              |
| 4                | Arizona Cardinals    | West             | 9                | 7                | 0                | 0,563            | 7–5              |
| Wild Cards       |                      |                  |                  |                  |                  |                  |                  |
| 5                | Atlanta Falcons      | South            | 11               | 5                | 0                | 0,688            | 8–4              |
| 6                | Philadelphia Eagles  | East             | 9                | 6                | 1                | 0,594            | 7–5              |
| Ausgeschieden    |                      |                  |                  |                  |                  |                  |                  |
| 7                | Tampa Bay Buccaneers | South            | 9                | 7                | 0                | 0,563            | 8–4              |
| 8                | Dallas Cowboys       | East             | 9                | 7                | 0                | 0,563            | 7–5              |
| 9                | Chicago Bears        | North            | 9                | 7                | 0                | 0,563            | 7–5              |
| 10               | Washington Redskins  | East             | 8                | 8                | 0                | 0,500            | 7–5              |
| 11               | New Orleans Saints   | South            | 8                | 8                | 0                | 0,500            | 5–7              |
| 12               | San Francisco 49ers  | West             | 7                | 9                | 0                | 0,438            | 5–7              |
| 13               | Green Bay Packers    | North            | 6                | 10               | 0                | 0,375            | 5–7              |
| 14               | Seattle Seahawks     | West             | 4                | 12               | 0                | 0,250            | 3–9              |
| 15               | St. Louis Rams       | West             | 2                | 14               | 0                | 0,125            | 2–10             |
| 16               | Detroit Lions        | North            | 0                | 16               | 0                | 0,000            | 0–12             |

 Playoff Qualifikation

Quelle: nfl.com
Legende:
| Siege              | Niederlagen           | Unentschieden      | SQ gewonnene Spiele (relativ)                       | DIV Gewonnene / verlorene Spiele in der Division |
| P+ gemachte Punkte | P− gegnerische Punkte | Playoff-Teilnehmer | CONF Gewonnene / verlorene Spiele in der Conference |                                                  |

Tie-Breaker 2008
- Miami gewann die AFC East vor New England aufgrund ihrer besseren Conference-Bilanz (8–4 gegenüber 7–5 von New England).
- San Diego gewann die AFC West vor Denver aufgrund ihrer besseren Division-Bilanz (5–1 gegenüber 3–3 von Denver).
- Baltimore sicherte sich den 6. und damit letzten Platz in der Play-off-Setzliste der AFC vor New England aufgrund ihrer besseren Conference-Bilanz (8–4 gegenüber 7–5 von New England).
- Die New York Giants sicherten sich den ersten Platz in der Play-off-Setzliste der NFC vor Carolina aufgrund ihres 34:28 OT-Sieges im direkten Duell in Woche 16.

## Play-offs
|  | Wild Card Round                           | Wild Card Round                           | Wild Card Round                           |                             |              | Divisional Round                     | Divisional Round                           | Divisional Round                           |                                            |  | Conference Championships | Conference Championships | Conference Championships |  |  | Super Bowl | Super Bowl | Super Bowl |
|  |                                           |                                           |                                           |                             |              |                                      |                                            |                                            |                                            |  |                          |                          |                          |  |  |            |            |            |
|  | 3. Januar – University of Phoenix Stadium | 3. Januar – University of Phoenix Stadium | 3. Januar – University of Phoenix Stadium |                             |              | 10. Januar – Bank of America Stadium | 10. Januar – Bank of America Stadium       | 10. Januar – Bank of America Stadium       |                                            |  |                          |                          |                          |  |  |            |            |            |
|  | 3. Januar – University of Phoenix Stadium | 3. Januar – University of Phoenix Stadium | 3. Januar – University of Phoenix Stadium | 2                           | Carolina     | 13                                   |                                            |                                            |                                            |  |                          |                          |                          |  |  |            |            |            |
|  | 4                                         | Arizona                                   | 30                                        | 2                           | Carolina     | 13                                   | 18. Januar – University of Phoenix Stadium | 18. Januar – University of Phoenix Stadium | 18. Januar – University of Phoenix Stadium |  |                          |                          |                          |  |  |            |            |            |
|  | 4                                         | Arizona                                   | 30                                        | 4                           | Arizona      | 33                                   | 18. Januar – University of Phoenix Stadium | 18. Januar – University of Phoenix Stadium | 18. Januar – University of Phoenix Stadium |  |                          |                          |                          |  |  |            |            |            |
|  | 5                                         | Atlanta                                   | 24                                        | 4                           | Arizona      | 33                                   | 18. Januar – University of Phoenix Stadium | 18. Januar – University of Phoenix Stadium | 18. Januar – University of Phoenix Stadium |  |                          |                          |                          |  |  |            |            |            |
|  | 5                                         | Atlanta                                   | 24                                        | 11. Januar – Giants Stadium |              |                                      | 18. Januar – University of Phoenix Stadium | 18. Januar – University of Phoenix Stadium | 18. Januar – University of Phoenix Stadium |  |                          |                          |                          |  |  |            |            |            |
|  |                                           |                                           |                                           | 4                           | Arizona      | 32                                   |                                            |                                            |                                            |  |                          |                          |                          |  |  |            |            |            |
|  | NFC                                       |                                           |                                           | 4                           | Arizona      | 32                                   |                                            |                                            |                                            |  |                          |                          |                          |  |  |            |            |            |
|  |                                           | 6                                         | Philadelphia                              | 25                          |              |                                      |                                            |                                            |                                            |  |                          |                          |                          |  |  |            |            |            |
|  | 4. Januar – Hubert H. Humphrey Metrodome  | 6                                         | Philadelphia                              | 25                          |              |                                      |                                            |                                            |                                            |  |                          |                          |                          |  |  |            |            |            |
|  | NFC Championship                          |                                           |                                           |                             |              |                                      |                                            |                                            |                                            |  |                          |                          |                          |  |  |            |            |            |
|  | 1                                         | N.Y. Giants                               | 11                                        |                             |              |                                      |                                            |                                            |                                            |  |                          |                          |                          |  |  |            |            |            |
|  | 1                                         | N.Y. Giants                               | 11                                        | 3                           | Minnesota    | 14                                   | 1. Februar – Raymond James Stadium         | 1. Februar – Raymond James Stadium         | 1. Februar – Raymond James Stadium         |  |                          |                          |                          |  |  |            |            |            |
|  | 6                                         | Philadelphia                              | 23                                        | 3                           | Minnesota    | 14                                   | 1. Februar – Raymond James Stadium         | 1. Februar – Raymond James Stadium         | 1. Februar – Raymond James Stadium         |  |                          |                          |                          |  |  |            |            |            |
|  | 6                                         | Philadelphia                              | 23                                        | 6                           | Philadelphia | 26                                   | 1. Februar – Raymond James Stadium         | 1. Februar – Raymond James Stadium         | 1. Februar – Raymond James Stadium         |  |                          |                          |                          |  |  |            |            |            |
|  | 11. Januar – Heinz Field                  |                                           |                                           | 6                           | Philadelphia | 26                                   | 1. Februar – Raymond James Stadium         | 1. Februar – Raymond James Stadium         | 1. Februar – Raymond James Stadium         |  |                          |                          |                          |  |  |            |            |            |
|  | 3. Januar – Qualcomm Stadium              | 3. Januar – Qualcomm Stadium              | 3. Januar – Qualcomm Stadium              | N4                          | Arizona      | 23                                   |                                            |                                            |                                            |  |                          |                          |                          |  |  |            |            |            |
|  | 3. Januar – Qualcomm Stadium              | 3. Januar – Qualcomm Stadium              | 3. Januar – Qualcomm Stadium              | N4                          | Arizona      | 23                                   |                                            |                                            |                                            |  |                          |                          |                          |  |  |            |            |            |
|  | 3. Januar – Qualcomm Stadium              | 3. Januar – Qualcomm Stadium              | 3. Januar – Qualcomm Stadium              |                             | A2           | Pittsburgh                           | 27                                         |                                            |                                            |  |                          |                          |                          |  |  |            |            |            |
|  | 3. Januar – Qualcomm Stadium              | 3. Januar – Qualcomm Stadium              | 3. Januar – Qualcomm Stadium              |                             | A2           | Pittsburgh                           | 27                                         |                                            |                                            |  |                          |                          |                          |  |  |            |            |            |
|  | 3. Januar – Qualcomm Stadium              | 3. Januar – Qualcomm Stadium              | 3. Januar – Qualcomm Stadium              | Super Bowl XLIII            |              |                                      |                                            |                                            |                                            |  |                          |                          |                          |  |  |            |            |            |
|  | 3. Januar – Qualcomm Stadium              | 3. Januar – Qualcomm Stadium              | 3. Januar – Qualcomm Stadium              | 2                           | Pittsburgh   | 35                                   |                                            |                                            |                                            |  |                          |                          |                          |  |  |            |            |            |
|  | 4                                         | San Diego                                 | 23*                                       | 2                           | Pittsburgh   | 35                                   | 18. Januar – Heinz Field                   | 18. Januar – Heinz Field                   | 18. Januar – Heinz Field                   |  |                          |                          |                          |  |  |            |            |            |
|  | 4                                         | San Diego                                 | 23*                                       | 4                           | San Diego    | 24                                   | 18. Januar – Heinz Field                   | 18. Januar – Heinz Field                   | 18. Januar – Heinz Field                   |  |                          |                          |                          |  |  |            |            |            |
|  | 5                                         | Indianapolis                              | 17                                        | 4                           | San Diego    | 24                                   | 18. Januar – Heinz Field                   | 18. Januar – Heinz Field                   | 18. Januar – Heinz Field                   |  |                          |                          |                          |  |  |            |            |            |
|  | 5                                         | Indianapolis                              | 17                                        | 10. Januar – LP Field       |              |                                      | 18. Januar – Heinz Field                   | 18. Januar – Heinz Field                   | 18. Januar – Heinz Field                   |  |                          |                          |                          |  |  |            |            |            |
|  |                                           |                                           |                                           | 2                           | Pittsburgh   | 23                                   |                                            |                                            |                                            |  |                          |                          |                          |  |  |            |            |            |
|  | AFC                                       |                                           |                                           | 2                           | Pittsburgh   | 23                                   |                                            |                                            |                                            |  |                          |                          |                          |  |  |            |            |            |
|  |                                           | 6                                         | Baltimore                                 | 14                          |              |                                      |                                            |                                            |                                            |  |                          |                          |                          |  |  |            |            |            |
|  | 4. Januar – Dolphins Stadium              | 6                                         | Baltimore                                 | 14                          |              |                                      |                                            |                                            |                                            |  |                          |                          |                          |  |  |            |            |            |
|  | AFC Championship                          |                                           |                                           |                             |              |                                      |                                            |                                            |                                            |  |                          |                          |                          |  |  |            |            |            |
|  | 1                                         | Tennessee                                 | 10                                        |                             |              |                                      |                                            |                                            |                                            |  |                          |                          |                          |  |  |            |            |            |
|  | 1                                         | Tennessee                                 | 10                                        | 3                           | Miami        | 9                                    |                                            |                                            |                                            |  |                          |                          |                          |  |  |            |            |            |
|  | 6                                         | Baltimore                                 | 13                                        | 3                           | Miami        | 9                                    |                                            |                                            |                                            |  |                          |                          |                          |  |  |            |            |            |
|  | 6                                         | Baltimore                                 | 13                                        | 6                           | Baltimore    | 27                                   |                                            |                                            |                                            |  |                          |                          |                          |  |  |            |            |            |
|  |                                           |                                           |                                           | 6                           | Baltimore    | 27                                   |                                            |                                            |                                            |  |                          |                          |                          |  |  |            |            |            |

- Die Mannschaft mit der niedrigeren Setznummer hat Heimrecht und wird hier als erste genannt, im Gegensatz zur Praxis in den USA, wo die Gastmannschaft zuerst genannt wird.
- (*) nach Verlängerung

## Super Bowl XLIII
Siehe auch Hauptartikel: Super Bowl XLIII
Super Bowl XLIII war die 43. Ausgabe des Super Bowls und fand am 1. Februar 2009 im Raymond James Stadium in Tampa, Florida statt. Es traf der AFC-Champion Pittsburgh Steelers auf den NFC-Champion Arizona Cardinals. Die favorisierten Steelers konnten das Duell mit 27:23 knapp für sich entscheiden und halten damit den Rekord für die meisten Super-Bowl-Titel.

## Auszeichnungen
| Most Valuable Player          | Peyton Manning, Quarterback, Indianapolis Colts |
| Coach of the Year             | Mike Smith, Atlanta Falcons                     |
| Offensive Player of the Year  | Drew Brees, Quarterback, New Orleans Saints     |
| Defensive Player of the Year  | James Harrison, Linebacker, Pittsburgh Steelers |
| Offensive Rookie of the Year  | Matt Ryan, Quarterback, Atlanta Falcons         |
| Defensive Rookie of the Year  | Jerod Mayo, Linebacker, New England Patriots    |
| Comeback Player of the Year   | Chad Pennington, Quarterback, Miami Dolphins    |
| Walter Payton Man of the Year | Kurt Warner, Quarterback, Arizona Cardinals     |